# 서울현대학원
학교법인 서울현대학원(學校法人 서울現代學院)은 대한민국의 학교법인으로  현대그룹의 아산 정주영 회장이 설립한 서울 현대고등학교를 운영하는 법인이다.
개교 이후 장정자 이사장이 운영을 하고 있다.

## 연혁
- 1978년 4월 29일 : 학교법인 서울현대학원 설립 허가
- 1978년 4월 29일 : 정주영 초대 이사장 취임
- 1984년 6월 25일 : 최수일 제3대 이사장 취임
- 1985년 1월 16일 : 장정자 제4대 이사장 취임
- 1985년 3월 4일 : 현대고등학교 개교

## 구성
- 서울 현대고등학교